# Olof Hasslöf
Olof Paul Herman Hasslöf, född 8 juli 1901 på Hovenäset, död 29 juni 1994 i Limhamn, var en svensk etnolog och museiman.
Olof Hasslöf växte upp i en fiskarfamilj i Bohuslän. Han avlade studentexamen i Göteborg 1923 och var 1929–1946 anställd vid Göteborgs museum. Under denna tid var han även sekreterare och verkställande tjänsteman i Kulturminnesrådet i Göteborgs och Bohus län. Hasslöf var intendent vid Statens sjöhistoriska museum 1946–1967 och docent i nordisk och jämförande folklivsforskning vid Stockholms universitet 1950–1967. Efter sin pensionering slog han sig ned i Skåne och verkade då vid etnologiska institutet vid Köpenhamns universitet. Han har skrivit ett antal studier om båtar och kustbefolkning. Under 1950-talet utförde han etnologiska undersökningar av båtskicket i Västerbotten och Norrbotten. 
Hasslöf var från 1969 gift med Dagmar Edqvist. Han är begravd på Limhamns kyrkogård.